# مار كبرئيل
ولد القديس مار كبرئيل بالسريانية ܡܪܝ ܓܒܪܐܝܠ من أبوين مؤمنين في قرية باقسيان 
الواقعة في طور عبدين جنوب شرق تركيا تعلم في مدرسة كنيسة القرية ورسم شماساً. أراد أبويه أن يزوجاه ولكنه أحب خدمة الرب وأراد تكريس حياته، فغادر البيت ومضى فتتلمذ لدى ناسك فاضل اسمه جاروكي فكان يقضي ليله بالسهر والصلاة ويمضي يومه بالعمل الصالح، كان يمارس أعمال التنسك إذ كان يمشي حافيا صيفاً وشتاءً ولاينام سوى ساعتين ويحمل على جسده اثقالاً. وبعد أن قضى سبع سنين أراد ان يبتعد من مدينتة ومن ضغوط الاهل فأذن له معلمه فذهب إلى دير مار شمعون وهناك رحب به الرهبان واعطوه قلاية عاش معهم سنوات كثيرة لمسوا فيه التواضع والمحبة والأعمال الصالحة فجعلوه رئيسا للدير ومن ثم مطراناً للأبرشية.

## حياته
ان ثلاث فوائد تجنى من قصص القديسين الأولى: يتمجد اسم الرب بالقوة الحالة فيهم الثانية: اذاعة خبرهم في الدنيا والثالثة: افتداء المؤمنين بسيرتهم لذلك نرى من الواجب كتابة قصة ابينا مار كبرئيل الذي كان كنجمة الصبح ينير بسيرته هذا العالم المظلم وحسنا لفظ الروح القدس بفم الكاهن الذي عمده ودعاه باسم / كبرئيل / ومعناه (رجل الله) نعم انه اظهر حقا انه رجل الله بتيقظه وبره وتقواه. اليكم قصة رجل الله القديس العظيم مار كبرئيل قديس طور عابدين وقديس كل العصور ولد القديس مار كبرئيل سنة 574 من أبوين مؤمنين في قرية بافوسطن المعروفة اليوم باسم / باقسيان / وتقع شمال شرقي حاج قصبة طور عابدين يومئذ ولما نشأ قليلا ادخله والداه المدرسة وفي مدة قصيرة تعلم القراءة والكتابة وفهم معنى الكتب ولحسن اخلاقه رسم شماسا لكنيسة قري
ولما شب اراد أبواه ان يخطبا له ويزوجاه فابى إذ كان قد نوى ان يحمل صليبه ويتبع سيده من اجل هذا ذهب إلى كنيسة قريته وصلى متضرعا إلى الله لكي يسهل طريقه ويؤهله ان يكمل ارادته. وفي إحدى الليالي غادر البيت دون أن يشعر به أبواه وقصد شيخا فاضلا كاملا يصتع عجائب اسمه (جاورجي) كان ديره شرقي حاح بعيد عنها نحو ميل وتوسل اليه دون أن ياذن له بالبقاء عنده ليتتلمذ له فاذن له في ذلك بالنظر إلى هشاشة ضميره وبعد أن علمه واختبره بامور كثيره البسه زي الرهبنة المقدس وعندئذ بدأ القديس مار كبرئيل يقتدي بالشيخ الورع معلمه بالصوم والصلاة والسهر والتيقظ فلم يكن ينام الا ساعتين في الليل من اجل راحة الجسد
واما بقية الليل فكان يقضيه بالركوع والوقوف وبمطالعة الكتب المقدسة وفوق ذلك قطع على نفسه ان يمشي حافيا اتضاعا ليس في الصيف فقط بل في الشتاء أيضا حتى كان أحيانا يجري دم من رجليه كما لبس من الداخل قميصا حديديا وفوقه ثوبا خشنا من شعر المعزى ولما ابصره أبواه في شظف العيش هذا تألما وطلبا من معلمه ان يعظه لكي يخفف من هذه الأعمال الثقيلة فلما كلمه بهذا خر امامه باكيا ومتوسلا قائلا: يامعلمي ان ما وضعته على جسدي لا يوازي ثقل خطاياي وان أعمالي وتصرفاتي هذه لا تعادل نقائصي وزلاتي فارجوك يا ابي ان تدعني اذلل واقمع هذا الجسد الهائج المملوء اثما وخطيئة لكي لا تختلج فيه اهواء الشهوات فلما سمع معلمه هذه الاقوال سكت ودهش بحرص ضميره وعلم انه رجل الهي نظير اسمه ولما تمت له عند معلمه سبع سنين بهذه الأعمال وراى ان بني جنسه وابويه يضغطون عليه وياذن له ان يفارقه لاجل هذا السبب ولما اذن له وصلى عليه اقاما معا صلاة المساء وفي ختامها تبرك من معلمه مستودعا اياه وخرج في سبيله وسار كل الليل وعند الصباح وصل إلى دير مار شمعون فدخله وتبرك من الطوباويين الذين فيه ومن الاخوه والتمس منهم ان يقبلوه عندهم عندهم فقبلوه بفرح واعطوه قلايه فيها حبس نفسه سنين عديده مواظبا أعمال النسك البهية.
ولما راي الاخوة استقامته وكماله انتخبوه ليكون لهم مديرا ورئيسا فلما وضع فوق المناره أخذ يسطع باشعة الفضيلة السنية على القريبين والبعيدين كالاب لبنية فكان يهتم بالذين في الدير ويساعدهم في الخدمة وما البعيدون فكان يفيدهم بالشفاء وبمعونات أخرى ومن يستطيع ان يصف ما اجراه الله على يديه ولكن لئلا نقاصص بقصاص من اخفى الوزنة نضع على المائدة قليلا من كثير لاجل افادة السامعين ولاجل تمجيد الله الذي يعظم قديسيه.

## معجزاته

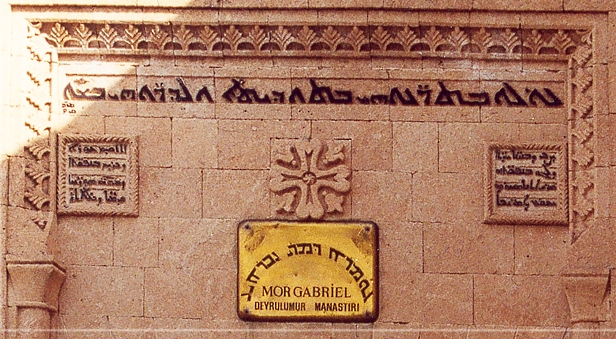
نقوش آرامية على بوابة دير مار كبرئيل في مديات، تركيا.

عمل بجد وتفان مع الصغير والكبير مع الغريب والقريب. وعمل القديس مار كبرئيل بقوة الله معجزات كثيرة

أقام ثلاث اموات، الأول كان رئيس دير الصليب.
الثاني ابن ارملة في قرية سدكون
الثالث فكان شاب من قرية آلين.
تكلم مع الراهب يوحنا بعد وفاته بسنة ومعجزات كثيرة لاتعد ولاتحصى.
عاش القديس مار كبرئل 74 سنة ولبس الإسكيم الرهباني وهو في الخامسة عشر وصار رئيسا ل دير مار شموئيل الذي سمي باسمه فيما بعد دير مار كبرئيل وهو في الخامسة والثلاثين ومطراناً وهو في الستين ورقد بالرب في 23 \12\ 667.

## مار كبرئيل والعربي
في زمان رئاسة هذا الطوباوي جاء إلى هذا الدير تاجر عربي موسر جدا من برية ارابيه الجنوبية وكان معه ذهب كثير وجمال وبغال محملة وبما انه ينوي السفر إلى البلاد الشمالية وكان في الطريق خوف لاضطراب حبل الأمن فكر ان يستودع الذهب الذي معه إلى راهب شيخ صديق له اسمه يوحنا كان واثقا من استقامته وزهده فترك عنده الف دينار ذهبا على ان يسترجعها ان عاد حيا وان مات في الطريق كتب الراهب إلى عبيده لياتوا وياخذوها اما الراهب الشيخ فسكت ولم يتكلم بشيء ورحل العربي نحو الشمال يصحبه عبيده وكل مامعه ومكث هناك ثلاث سنين وزاد الرب تجارته باضعاف كثيره وحدث ان توفي يوحنا قبل عودته بسنة ولم يوص احدا بشيء عن الذهب ولما عاد العربي إلى الدير لياخذ وديعته وادار نظره في جميع الرهبان ولم يجد صديقه بينهم سالهم اين صديقي يوحنا فانني لم اره بينكم ان لي عنده وديعة واريد ان اخذها فاجابوه بوفاته منذ سنة فسالهم إذا كان قد اوصاهم شيئا مايخص ذهبه فاجابوه كلا بيد ان له تلميذا وهو نقي مثله فاذا كان قد اوصاه بشيء عن الذهب فلا يكتمه فسألهم العربي ان يروه اياه فاستدعوه إلى وسط الاخوة
ولما ساله العربي عن ذهب قال لا على لي بما تقول قال العربي: ان صديق لي وتقي ومرارا كثيرا كنت ارغب ان اعطيه ذهبا أو فضة أو شيئا اخر لكي يكون لي بسببه اجر عند الله فلم ياخذ مني مثقالا واحدا واذ كنت متأكدا من انه لا يخونني وضعت ذهبي عنده واظن انه لم يضع أحد غيرك ذهبي فاذا كنت ايها البليد والقليل المعرفة لا ترد الي الوديعة التي سلمك اياها معلمك سالاشي حياتك بعذابات مرة اما التلميذ فاذ لم يكن له علم بالامر لم يدر ماذا يجاوب فقال لتكن ارادة الرب وهو سيعلن الحق حينئذ استاقه العربي إلى عبيده وبدأ يفحصه بشدة وفي الليل ربطه بسلاسل واغلال من حديد ولما اشرقت الشمس بدا بتعذيبه ومن شدة العذاب أخذ يبكي ولما سمع الرهبان صوت بكائه المر اخبروا مار كبرئيل فاسرع اليه حالا مع الرهبان فوجده في عذاب مر فتالم عليه كثيرا ثم قال لذلك العربي: هلم معي لنسال المتوفي ليقول لنا اين وضع ذهبك واخذه وذلك التلميذ ومضوا إلى بيت القديسين ووقف هناك في الصلاة وطلب من الله ان يزكي عبده ويخلصه ولما انهى من صلاته بحضور العربي صرخ بصوت عال وقال: بالله الذي عملت البر امامه وخدمته بالحق قل لنا ايها الاب المبارك اين هو ذهب العربي صديقك؟
وفب الحال جاء من القبر صوت يقول: انه في نفس المكان الذي وضعه فيه هو بيده ولا يعرف به أحد سواه فشك العربي وطلب من القديس مار كبرئيل ان يفتح القبر ليرى من هو المتكلم فلم يمنعه الطوباوي من طلبته ولما فتح القبر نزل العربي ووجد الميت ملفوفا محلة وتامله مدة وابصر ان لسانه لا يزال طريا ولما عرفه انه صديقه انكب عليه وقبله باكيا قائلا: طوبى لي لانني اهلت ان اتبارك منك يا صديقي قديس الله وربك يشهد علي: بانني من الآن فصاعدا لن اغادر محلك ولن افارق هذا الدير المقدس الذي فيه يتكلم الأحياء مع الاموات حينما يريدون الآن علمت وتفطنت ان ليس اله حق سوى الذي يعبده السريان ثم ختموا القبر كما كان ومن ساعته استدعى العربي عبيده واعتقهم واعطاهم من الذهب وصرفهم حيث يشاؤون وترك مابقى لفائدة الدير وتتلمذ واعتمد ودعي باسم صديقه يوحنا وابتنى له مظلة ذات رواقين خارج باب بيت القديسين شمالا ولم يحيد من هناك صيفا وشتاء إلى يوم وفاته ولما ابصر الله ايمانه وحبه له منحه قوة كي يشفي الامراض ليس في حياته الزمنية وحسب بل بعد وفاته أيضا وهكذا صنع ايات وعجائب كثيرة وفي الخامس من تشرين الثاني انتقل إلى ربه فلتكن صلاته معنا وليكن ذكره للبركه.

## انتقاله للسماء
وفي يوم أنتقاله اجتمع جمهور كثير من أبرشيته طور عبدين آلاف من المؤمنين ومئات من الكهنة والرهبان وعشرة مطارنة.
صلواته وبركاته تكون معنا وإلى الأبد امين.